# 谷内里早
谷内 里早（たにうち りさ、1993年12月11日 - ）は、日本のファッションモデル、女優、
シンガーソングライター。東京都出身。父は俳優の国広富之。
ヒラタオフィス、ユニバーサルミュージックアーティスツを経て、フリー。

## 略歴
- 2008年1月号より、ローティン向けファッション雑誌『ピチレモン』（学研）に登場。2010年10月号で卒業した。
- 2017年にデビュー時より在籍していたヒラタオフィスを退社。

- 2016年よりメインクーン（2017年にSUGARCLIPに改名）という名のバンドでボーカル兼ギターリストひとみ（メインクーン時代は川嶋ひとみ）として活動。
- 2018年12月SUGARCLIPが谷内里早ソロプロジェクトとなり、歌手活動をソロで継続している。
- 2021年12月31日、本人のツィッターにおいて2021年いっぱいで音楽活動を終了することを発表した。[2]
- 2024年8月、本人のX投稿において同年9月に音楽イベントに出演することが発表された。[3] また、このライブがきっかけとなり、友人であるAyunaと「リリィ•シュリンプ」という名のユニットを結成し活動していくことが表明された。[4]

## すイエんサーガールズとしての活動
『すイエんサー』では、2010年3月30日の放送回より、ロケパートを担当する「すイエんサーガールズ」の一員として出演。2013年7月23日、7月30日放送分では、同じく「すイエんサーガールズ」のメンバーである前田希美、高田里穂と共に、MC席のゲストとして出演を果たした。
2017年3月末をもって、すイエんサーガールズを卒業。
2012年2月21日より不定期で放送されている「有名大学からの挑戦状」シリーズ及び「知力の格闘技」シリーズには、番組卒業までの間、「知力の格闘技」の西日本予選の2試合を除く全試合に参加した。

## 出演

### バラエティ
- 高倉文紀の女優系美少女リポート（2008年5月、スカパー! エンタ!371）
- すイエんサー
  - レギュラー放送（2010年3月30日 - 2016年度、NHK教育）
  - すイエんサー!すんごいノウハウ一挙大放出!!スペシャル（2010年8月21日、NHK総合）
  - すイエんサー お正月だよ!スペシャル（2011年1月1日、NHK教育）
  - すイエんサー!夏は芸能人も一緒にガチで考えよう!!スペシャル（2011年8月2日、NHK教育）
- 日刊トビダス（2011年6月21日 - 2012年6月20日、ニンテンドー3DS・いつの間にテレビ、フジテレビ制作）
- ムジカ・ピッコリーノ（2014年4月5日 - 、NHK教育）

### 映画
- 火垂るの墓（2008年7月5日、パル企画） - 本城昭子 役
- 名探偵コナン 戦慄の楽譜（2008年4月19日、東宝） - エンディング モデル
- 2010年ゆうばり国際映画祭出展作品『好夏zerφ3（すいか ゼロスリー）パンプキンレクイエム』（2010年2月、企画・制作：株式会社アトリー） - 主演・円ノドカ 役
- 少女戦士伝シオン（2010年8月20日、キッズ） - 主演・シオン 役
- 魔法少女を忘れない（2011年3月19日、テレビ西日本） - ヒロイン・北岡みらい 役[6]
- 心霊病棟 ささやく死体（2011年9月17日、アムモ98） - アリサ 役[7]
- Miss Boys! 友情のゆくえ編（2012年1月23日、ダブ） - きらら舞 役
- 竜宮、暁のきみ（さぬき映画祭2013上映作品） - ヒロイン・乙武みずき 役[8]
- むらとうたう（SKIPシティ国際Dシネマ映画祭2014上映作品） - 亜子 役
- 心霊写真部 劇場版（2015年5月30日、キャンター） - 謎の少女 玲花 役

### ドラマ
- アイシテル〜海容〜（2009年6月17日、日本テレビ） - 恵美子 役
- チャレンジド（2009年10月10日 - 11月7日、NHK総合） - 和久田千寿 役
- 海賊戦隊ゴーカイジャー 第6話（2011年3月27日、テレビ朝日） - 春日井小牧 役
- チャレンジド〜卒業〜（2011年5月14日、21日、NHK総合） - 和久田千寿 役
- アスコーマーチ〜明日香工業高校物語〜 最終話（2011年7月3日、テレビ朝日）
- スイッチガール!!（2011年 - 2012年、フジテレビTWO） - 佐藤 役
- カンブリアン ウォーズ（2012年2月18日、NHK BSプレミアム） - イヴ 役
- O-PARTS〜オーパーツ〜 第1夜（2012年2月27日、フジテレビ） - 島津美奈 役
- 水曜ミステリー9 信州山岳刑事 道原伝吉（2012年6月6日・2014年5月28日・2015年10月28日、テレビ東京） - 道原比呂子 役
- GTO 第8話・第9話（2012年8月21日・28日、関西テレビ） - 水樹ななこ 役[9]
- 植物男子ベランダー（NHK BSプレミアム） - すみれ 役
  - パイロット版（2013年11月4日）
  - 連続ドラマ版（2014年）
  - SEASON2（2015年）
  - 俺のウィンタースペシャル（2015年）
  - SEASON3（2016年）
- 金曜プレステージ 女請負人〜仕掛けられた女の罠〜(2014年9月12日、フジテレビ） - 小西雪乃 役
- 松本清張ミステリー時代劇 第7話（2015年7月7日、BSジャパン） - お松 役

### ドキュメンタリー
- 日経スペシャル アジアの風〜小さな挑戦者たち〜（2012年4月 - 2013年3月、BSジャパン） - 番組キャラクター・ナレーター

### CM
- NTT DoCoMo『高校生のはじまり』篇（2008年）
- HITACHI IHクッキングヒーター『はじめてのIH』篇（2008年）
- JR東海『新幹線でEco出張 父娘』篇（2008年）
- NTT東日本 DENPO115『卒業編』（2010年）
- オリヒロ ぷるんと蒟蒻ゼリー（2010年 - 2021年）
- FUJITSU『暮らしと富士通』アメダス篇（2011年）
- ユニバーサル・スタジオ・ジャパン『ハチャメチャ・サマーナイト・パーティ2017』（2017年）

### その他
- 中村舞子『First Desire feat.HIRO from LGYankees.山猿』（2009年、PV）
- 少年タケシ〜谷内里早の図書委員だより（2009年）
- FUNKY MONKEY BABYS『ラブレター』（2011年、PV）

## 書籍
- ピチレモン（2008年1月号 - 2010年10月号、学研） - 専属モデル
- pure2ピュア☆ピュア Vol.46（2008年1月11日、辰巳出版） ISBN 978-4777804900
- memew Vol.39（2008年5月27日、近代映画社） ISBN 978-4764871465
- G（グラビア）ザテレビジョン Vol.11（2008年6月28日、角川マーケティング） ISBN 978-4048950251
- UTB Vol.188（2008年10月23日、ワニブックス）
- Girls! アイドルトレーディングカード大全 Vol.27（2009年1月23日、双葉社） ISBN 978-4575450569
- フォトテクニックデジタル 2009年3月号（2009年2月20日、玄光社）
- B.L.T. U-17 Vol.13 Sizzleful Girl 2009 winter（2010年2月5日、東京ニュース通信社） ISBN 978-4863360815
- BOMB 2010年4月号 No.362（2010年3月9日、学研）
- CM NOW 2010年5-6月号 Vol.144（2010年4月10日、玄光社）
- CM NOW 2010年7-8月号 Vol.145（2010年6月10日、玄光社）
- 天使の素顔〜話題の美少女フォト&インタビュー〜（2010年8月27日、玄光社） ISBN 978-4768303177
- non-no 2011年11月号（2011年9月20日、集英社）